# Adam Rainer

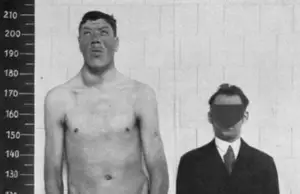
Adam Rainer (po lewej) ok. 1930

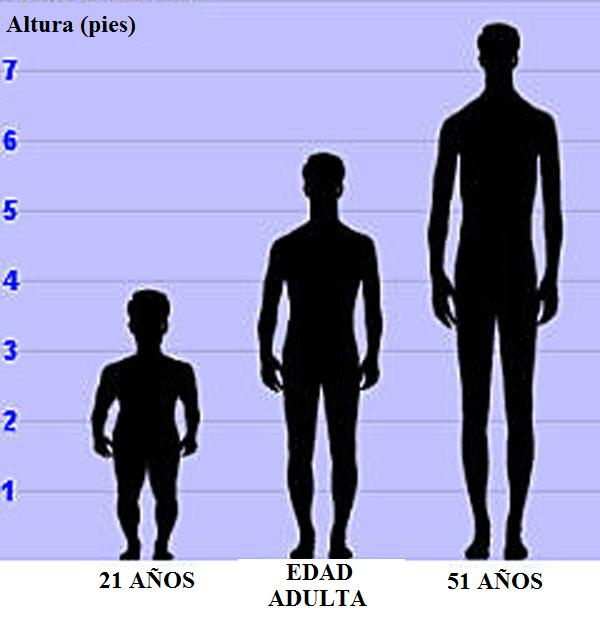
Etapy wzrostu Adama Rainera

Adam Rainer (ur. 1899 w Grazu, zm. 4 marca 1950) – jedyny człowiek na ziemi, który cierpiał zarówno na karłowatość, jak i gigantyzm.
W 1920 roku, kiedy miał 21 lat, mierzył zaledwie 118 centymetrów. Następnie 1931 roku, w wieku 32 lat, miał już 218 cm. Gdy zmarł w 1950 roku, osiągnął wysokość 235 cm. Urósł 117 cm podczas dorosłego życia.